# L'Avenue de l'Opéra
L'Avenue de l'Opéra – ou à l'origine Soleil, matinée d'hiver – est un tableau du peintre français Camille Pissarro réalisé en 1898 à Paris. L'oeuvre est aujourd'hui conservée au musée des Beaux-Arts de Reims.

## Une série de peintures
À la fin des années 1890, Camille Pissarro peint plusieurs séries de paysages urbains immortalisant les rues animées de Paris. Durant l'hiver 1898, alors que l'artiste séjourne dans la capitale, il commence une nouvelle série comportant quinze vues de l'avenue de l'Opéra et de son important trafic hippomobile à les toutes heures de la journée.
Camille Pissarro peint cette huile sur toile avec une palette ocre et rosée qui rend fidèlement compte des lueurs matinales de l'hiver. Afin de donner un large aperçu de l'avenue, l'artiste travaille depuis un point de vue surélevé, plus précisément depuis une chambre d'hôtel au Grand Hôtel du Louvre, 172 Rue de Rivoli, en surplomb de la place du Théâtre-Français. Il représente ainsi en détails les immeubles haussmanniens, les fontaines, ou encore l'Opéra Garnier, visible à l'horizon. Au printemps 1898, Camille Pissarro expose l'ensemble de la série dans la célèbre galerie du marchand Paul Durand-Ruel. L'Avenue de l'Opéra du musée des Beaux-Arts de Reims est la seule œuvre de la série qui demeure aujourd'hui encore conservée en France, son pays d'origine.

## La collection d'Henry Vasnier
Le 2 mai 1898, Paul Durand-Ruel achète L'Avenue de l'Opéra pour 2000 francs. Elle est ensuite revendue au collectionneur d'art français Henry Vasnier en 1902, cette fois pour la somme de 7000 francs. L'augmentation très nette du prix de l'œuvre témoigne de la notoriété grandissante de Camille Pissarro sur le marché de l'art à l'aube du XXe siècle. Henry Vasnier fait également l'acquisition d'une deuxième peinture de Camille Pissarro : Le Louvre. Il s'agit à nouveau d'une représentation de Paris dont le point de vue en hauteur et la palette chromatique sont similaires à L'Avenue de l'Opéra.

## La collection du musée des Beaux-Arts de Reims
En 1907, Henry Vasnier fait un important legs à la Ville de Reims. L'essentiel de sa collection d'oeuvres d'art intègre alors le musée des Beaux-Arts, et notamment L'Avenue de l'Opéra de Camille Pissarro. Depuis, le tableau a fait l'objet de deux restaurations, la première en 1993 et la seconde en 2003. L'oeuvre est aujourd'hui présentée dans les espaces d'exposition permanente du musée.

## Autres œuvres de la série

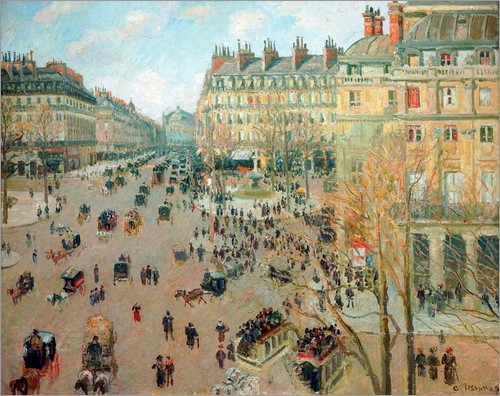
Musée national de Serbie, Belgrade, Serbie
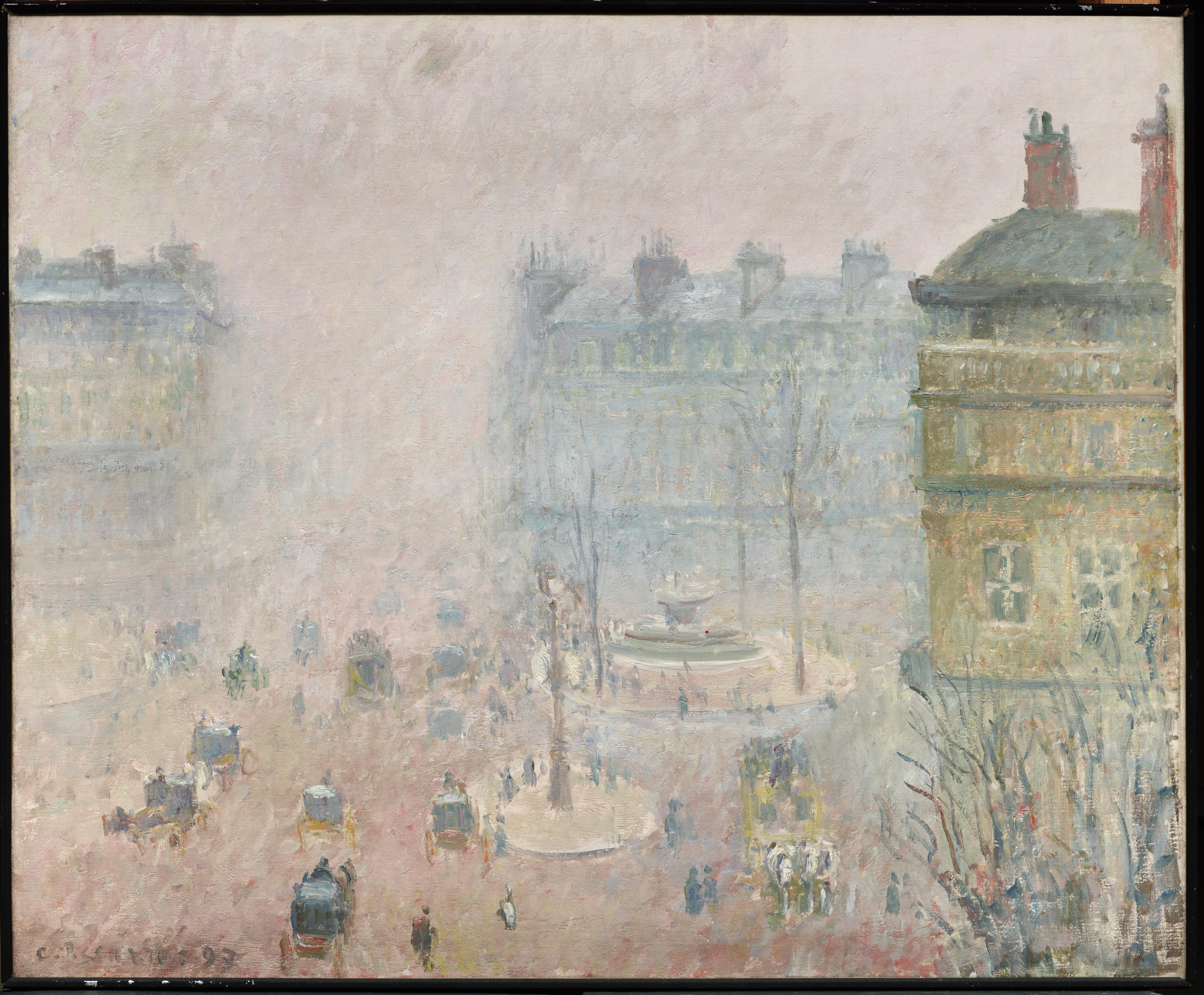
Musée d'Art de Dallas, Dallas, États-Unis
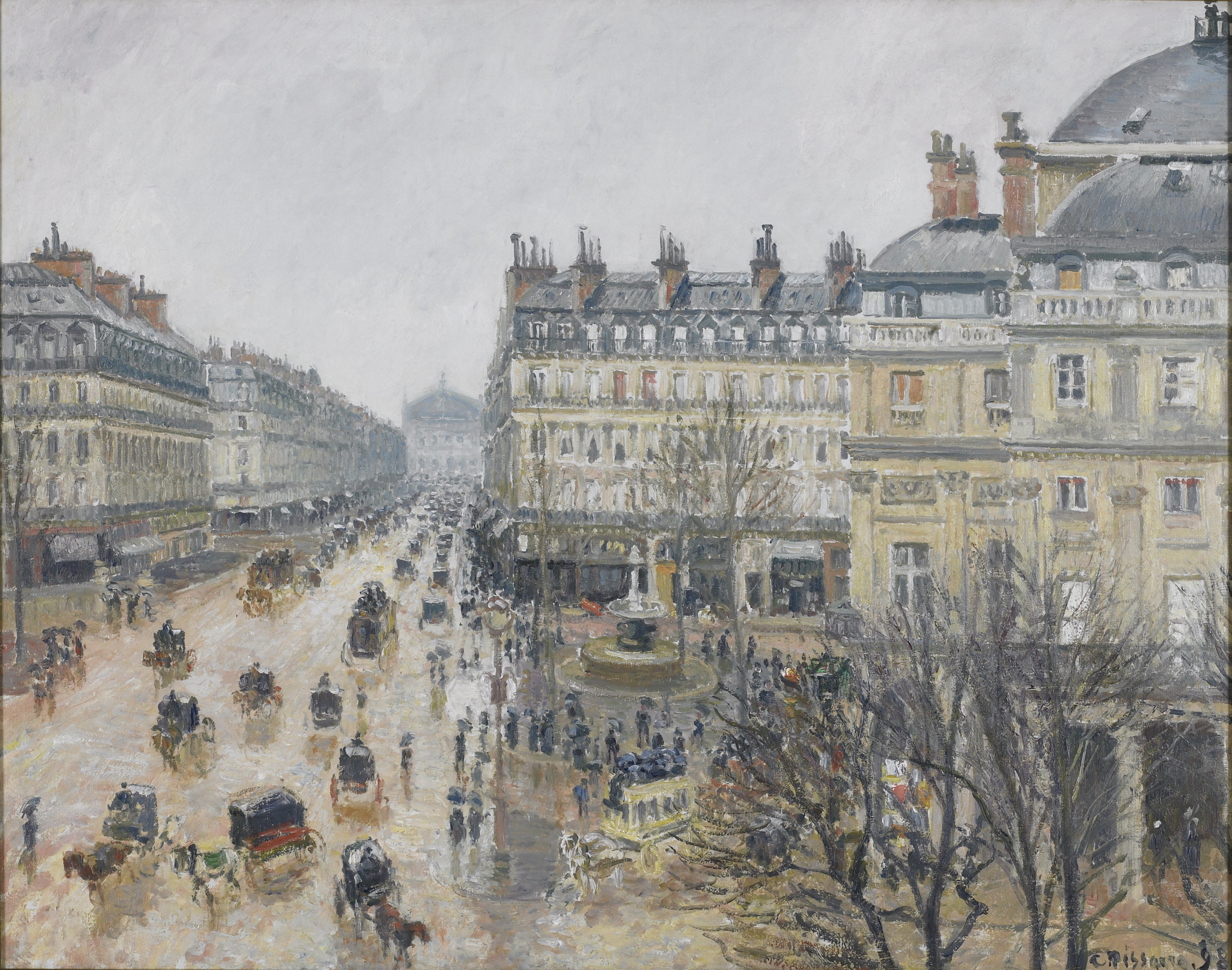
Minneapolis Institute of Art, Minneapolis, États-Unis
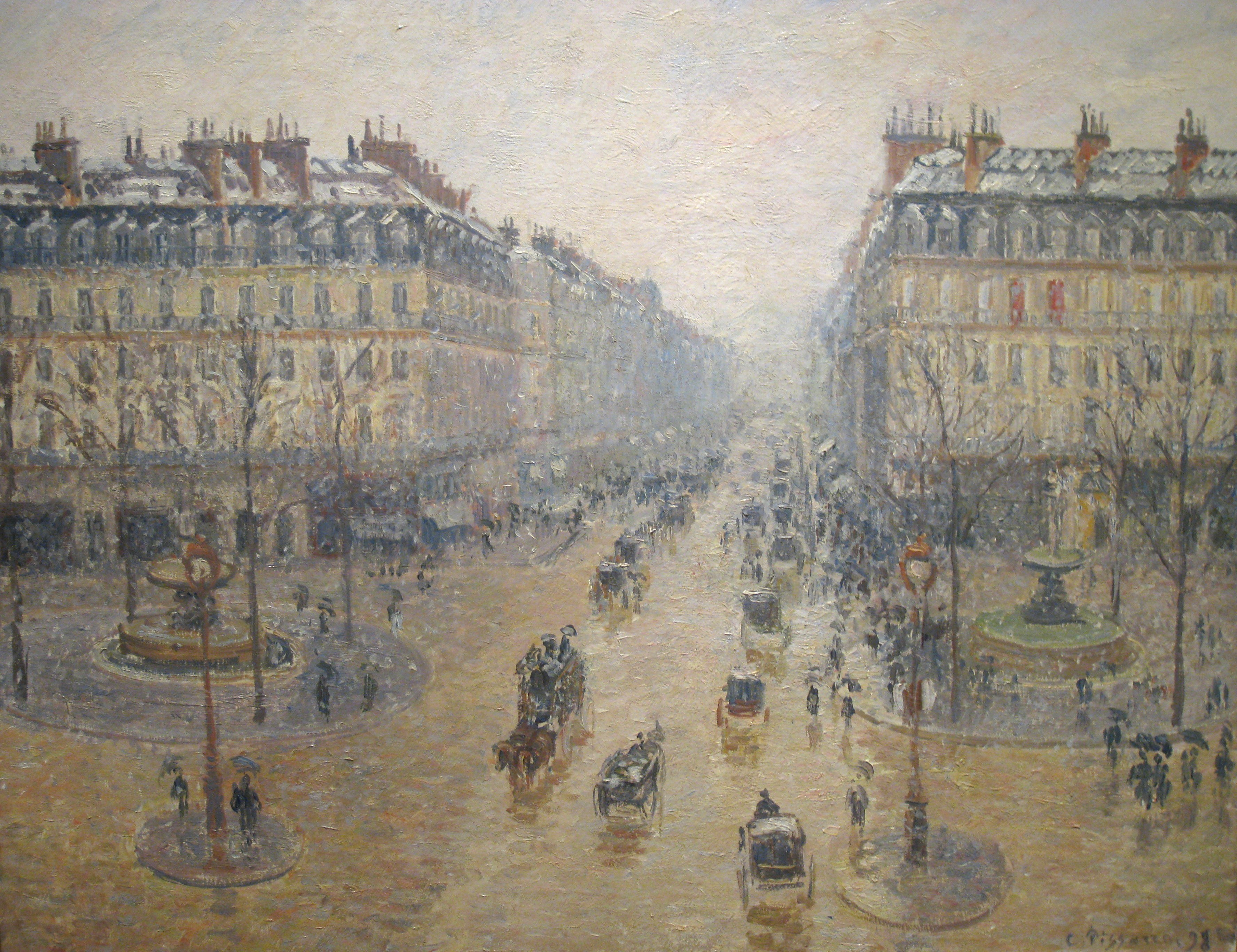
Musée des Beaux-Arts Pouchkine, Moscou, Russie
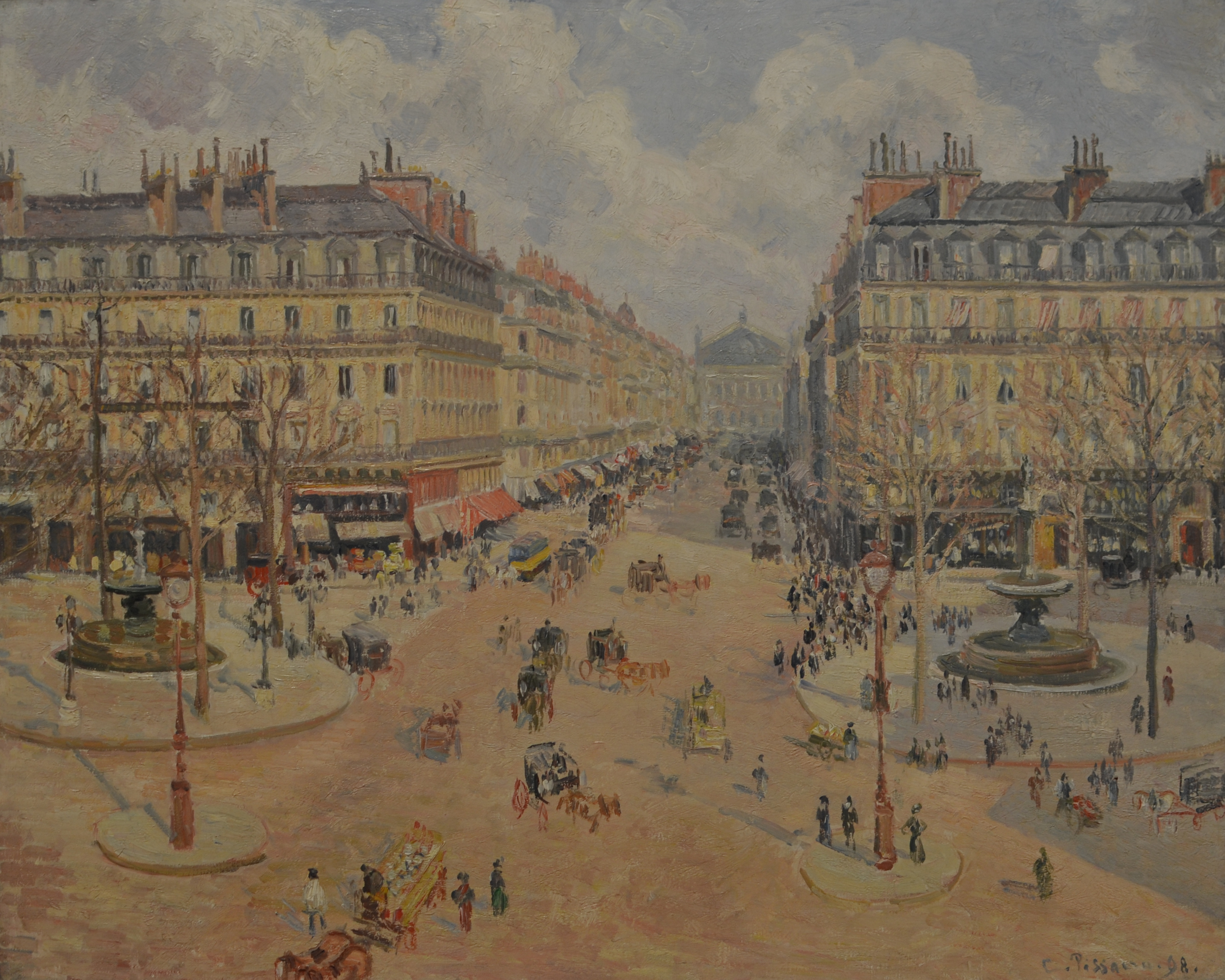
Philadelphia Museum of Art, Philadelphie, États-Unis
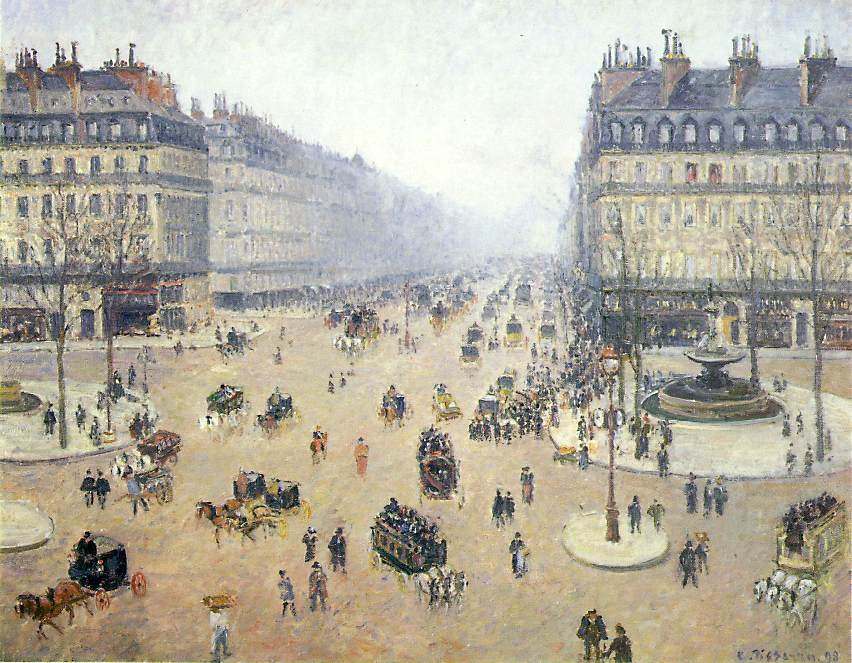
Collection privée